# ビロウドサシガメ
ビロウドサシガメ Ectrychotes andreae はサシガメ科のカメムシの1種。青黒い体に側面が赤みを帯びる。地上性。

## 特長
頑丈でやや扁平な体格のサシガメ。体長は14mm程度。全身が藍色を帯びた黒で、部分的に黄色や赤の部分がある。頭部は藍黒色で光沢があり、複眼は黒、単眼は紅色。触角は4節からなり、全体に細かな毛を密生する。第1節が最も太く、第3節は2つの、第4節は4つの小節からなる。前胸背も藍黒色で、後方へ幅が広くなるが、その中央部がややくびれ、横溝は幅広くて皺が多い。また正中線に縦溝があり、両側の縁沿いにも後半部に縦溝がある。小楯板は後ろの端が小さな3つの歯状突起で終わり、その中央の突起が短い。前翅は黒か黒褐色で、基部が黄色になっている。また腹部の側面は全体に黄色みを帯び、ただし4-6節では後半部が藍色になっており、その内側は1、2節目では全体が赤く色づく。体の下面は全体に藍黒色ながら、腹部の中央がはっきりした紅色、まれに黄色に染まる。歩脚は藍黒色で転節、それに中脚と後脚の腿節の基部が紅色になっており、前脚腿節先端部の内側、脛節の基部に淡い色の斑紋がある。また各脚の脛節の端と跗節には褐色の毛が多い。
なお琉球列島のものは本土のものと多少の違いがある。琉球産のものでは腹部側面の黄色や赤色部分が本土産のもののように断続的にならず、全体に赤くなっている。また腹部腹面も赤色部分が広い。

## 分布および生態
本州、四国、九州、対馬、小笠原、それに南西諸島に分布し、国外では朝鮮と中国、台湾、インドネシアから知られる。
雑草の間の地表、あるいは石の下などで生活している。植物の根際や落葉の下で昆虫や多足類などの小動物を捕食する。なお、本種の属するビロウドサシガメ亜科のものはヤスデ類を好んで捕食するとされている。

## 近似種など
本種の属するビロウドサシガメ属はアジアの熱帯域を中心として60種ほどが知られるが、日本に分布するものは本種しか知られていない。同亜科の別属の種はいくつか知られ、いずれも黒地に赤の模様を持つが、大抵は本種より赤が多い。